# Widłogonek zielonogardły
Widłogonek zielonogardły (Thalurania furcata) – gatunek małego ptaka z rodziny kolibrowatych (Trochilidae). Występuje w Ameryce Południowej – od północy kontynentu po północną Argentynę.

## Podgatunki i zasięg występowania
Zwykle wyróżnia się 13 podgatunków Thalurania furcata, choć proponowano też kilka innych:
- T. f. refulgens Gould, 1853 – półwysep Paria i pasmo Sierra de Cumaná (północno-wschodnia Wenezuela)
- T. f. furcata (J.F. Gmelin, 1788) – wschodnio-środkowa Wenezuela przez region Gujana po północno-wschodnią Brazylię
- T. f. fissilis von Berlepsch & E. Hartert, 1902 – południowo-wschodnia Wenezuela, zachodnio-środkowa Gujana i stan Roraima (północno-środkowa Brazylia)
- T. f. orenocensis Hellmayr, 1921 – w górnym biegu rzeki Orinoko (południowa Wenezuela)
- T. f. nigrofasciata (Gould, 1846) – południowo-wschodnia Kolumbia, południowa Wenezuela i północno-zachodnia Brazylia
- T. f. viridipectus Gould, 1848 – wschodnia Kolumbia, wschodni Ekwador i północno-wschodnie Peru
- T. f. jelskii Taczanowski, 1874 – wschodnie Peru i zachodnia Brazylia
- T. f. simoni Hellmayr, 1906 – południowo-wschodnie Peru i południowo-zachodnia Brazylia
- T. f. balzani Simon, 1896 – północno-środkowa Brazylia na południe od Amazonki
- T. f. furcatoides Gould, 1861 – wschodnia Brazylia na południe od Amazonki
- T. f. boliviana Boucard, 1894 – południowo-wschodnie Peru i północno-wschodnia Boliwia
- T. f. baeri Hellmayr, 1907 – północno-wschodnia i środkowa Brazylia po południowo-wschodnią Boliwię oraz północno-zachodnią i północno-środkową Argentynę
- T. f. eriphile (R. Lesson, 1832) – południowo-wschodnia Brazylia, Paragwaj i północno-wschodnia Argentyna.

## Morfologia
WyglądSamiec ma zielone upierzenie i fioletowy brzuch, samica jest jasnozielona z szarym brzuchem.
Średnie wymiary
- długość ciała samca 9,5–12,9 cm, samicy 8–10,7 cm. Samiec waży 3,6–6 g, samica 3–4,2 g[2].

## Ekologia i zachowanie
BiotopWilgotne lasy, zarówno várzea, jak i te porastające terra firme.
PożywienieNektar, m.in. epifitów np. oplątw, wrzosowatych, pnączy, jak świerzbiec i Gurania oraz drzew, jak Inga.

## Status
Międzynarodowa Unia Ochrony Przyrody (IUCN) uznaje widłogonka zielonogardłego za gatunek najmniejszej troski (LC – least concern) nieprzerwanie od 1988 roku. Całkowita liczebność populacji nie została oszacowana; w 1996 roku opisywany był jako „pospolity”. Trend liczebności populacji oceniany jest jako spadkowy ze względu na utratę siedlisk leśnych.